# Natación sincronizada en los Juegos Europeos de Cracovia 2023
La natación sincronizada en los III Juegos Europeos se realizó en el Centro Acuático de Oświęcim (Polonia) del 21 al 25 de junio de 2023.
Fueron disputadas en este deporte ocho pruebas diferentes, seis femeninas y dos mixtas.

## Medallistas

### Femenino
| Evento                          | Oro | Plata | Bronce |
| ------------------------------- | --- | --- | --- |
| Dúo técnico (22 de junio)       | Anna-Maria Alexandri · Eirini-Marina Alexandri · Austria · 266,4584 pts. | Bregje de Brouwer · Marloes Steenbeek · Países Bajos · 248,4283 pts. | Sofía Malkoyeorgu · Evanyelía Platanioti · Grecia · 245,6899 pts. |
| Dúo libre (24 de junio)         | Anna-Maria Alexandri · Eirini-Marina Alexandri · Austria · 255,9501 | Maryna Alexiva · Vladyslava Alexiva · Ucrania · 232,8438 | Kate Shortman · Isabelle Thorpe · Reino Unido · 223,5084 |
| Equipo técnico (23 de junio)    | España · Cristina Arámbula · Marina García Polo · Meritxell Mas · Alisa Ozhogina · Paula Ramírez Ibáñez · Sara Saldaña · Iris Tió · Blanca Toledano · Berta Ferreras · 278,4066                          | Italia · Linda Cerruti · Marta Iacoacci · Sofia Mastroianni · Enrica Piccoli · Lucrezia Ruggiero · Isotta Sportelli · Giulia Vernice · Francesca Zunino · Carmen Rocchino · Giorgio Minisini · 249,1145                        | Francia · Laelys Alavez · Anastasia Bayandina · Ambre Esnault · Mayssa Guermoud · Romane Lunel · Eve Planeix · Charlotte Tremble · Laura Tremble · Oriane Jaillardon · Claudia Janvier · 242,6716       |
| Equipo libre (25 de junio)      | España · Cristina Arámbula · Berta Ferreras · Marina García Polo · Meritxell Mas · Alisa Ozhogina · Paula Ramírez Ibáñez · Sara Saldaña · Iris Tió · Blanca Toledano · 261,6374                          | Italia · Linda Cerruti · Marta Iacoacci · Sofia Mastroianni · Giorgio Minisini · Enrica Piccoli · Lucrezia Ruggiero · Isotta Sportelli · Francesca Zunino · Carmen Rocchino · Giulia Vernice · 253,4709                        | Israel · Shelly Bobritski · Maya Dorf · Noy Gazala · Catherine Kunin · Aya Mazor · Nikol Nahshonov · Ariel Nassee · Neta Rubichek · Eden Blecher · Shani Sharaizin · 243,6001                           |
| Rutina acrobática (24 de junio) | Francia · Anastasia Bayandina · Ambre Esnault · Mayssa Guermoud · Claudia Janvier · Romane Lunel · Eve Planeix · Charlotte Tremble · Laura Tremble · Manon Disbeaux · Laura Gonzalez · 214,2833          | Ucrania · Maryna Alexiva · Vladyslava Alexiva · Marta Fiedina · Veronika Hryshko · Daria Moshynska · Anhelina Ovchynnikova · Anastasiya Shmonina · Valeriya Tyshchenko · Olesia Derevianchenko · Sofiya Matsiyevska · 208,9800 | Italia · Linda Cerruti · Marta Iacoacci · Sofia Mastroianni · Giorgio Minisini · Enrica Piccoli · Carmen Rocchino · Isotta Sportelli · Francesca Zunino · Lucrezia Ruggiero · Giulia Vernice · 201,9900 |
| Combinación libre (23 de junio) | Israel · Eden Blecher · Shelly Bobritski · Maya Dorf · Noy Gazala · Catherine Kunin · Aya Mazor · Nikol Nahshonov · Ariel Nassee · Neta Rubichek · Shani Sharaizin · Shaya Sar Shalom Nechmad · 248,6083 | Alemania · Klara Bleyer · Amelie Blumenthal Haz · Marlene Bojer · Maria Denisov · Solene Guisard · Daria Martens · Susana Rovner · Frithjof Seidel · Daria Tonn · Michelle Zimmer · 163,3205                                   | Turquía · Derin Aralp · Duru Kanberoğlu · Ayda Salepcioğlu · Ece Sokullu · Nil Talu · Selin Telci · Ece Üngör · Dila Yıldız · Esmanur Yirmibeş · Isra Yuksel · Melek Akay · Cansın Kütüçoğlu · 135,7999 |

1. 1 2 3 4  En las pruebas de equipos está permitida la participación de nadadores masculinos.

### Mixto
| Evento                    | Oro                                                           | Plata                                                               | Bronce                                                        |
| ------------------------- | ------------------------------------------------------------- | ------------------------------------------------------------------- | ------------------------------------------------------------- |
| Dúo técnico (22 de junio) | Lucrezia Ruggiero · Giorgio Minisini · Italia · 242,3599 pts. | Emma García García · Dennis González Boneu · España · 216,5867 pts. | Beatrice Crass · Ranjuo Tomblin · Reino Unido · 203,4916 pts. |
| Dúo libre (24 de junio)   | Mireia Hernández · Dennis González Boneu · España · 210,3918  | Lucrezia Ruggiero · Giorgio Minisini · Italia · 171,9874            | Beatrice Crass · Ranjuo Tomblin · Reino Unido · 163,9688      |

## Medallero
| Núm. | País         | Oro | Plata | Bronce | Total |
| ---- | ------------ | --- | ----- | ------ | ----- |
| 1    | España       | 3   | 1     | 0      | 4     |
| 2    | Austria      | 2   | 0     | 0      | 2     |
| 3    | Italia       | 1   | 3     | 1      | 5     |
| 4    | Francia      | 1   | 0     | 1      | 2     |
| 4    | Israel       | 1   | 0     | 1      | 2     |
| 6    | Ucrania      | 0   | 2     | 0      | 2     |
| 7    | Alemania     | 0   | 1     | 0      | 1     |
| 7    | Países Bajos | 0   | 1     | 0      | 1     |
| 9    | Reino Unido  | 0   | 0     | 3      | 3     |
| 10   | Grecia       | 0   | 0     | 1      | 1     |
| 10   | Turquía      | 0   | 0     | 1      | 1     |
|      | TOTAL        | 8   | 8     | 8      | 24    |